# 39e législature du Canada

La distribution initiale des sièges dans la du Canada.

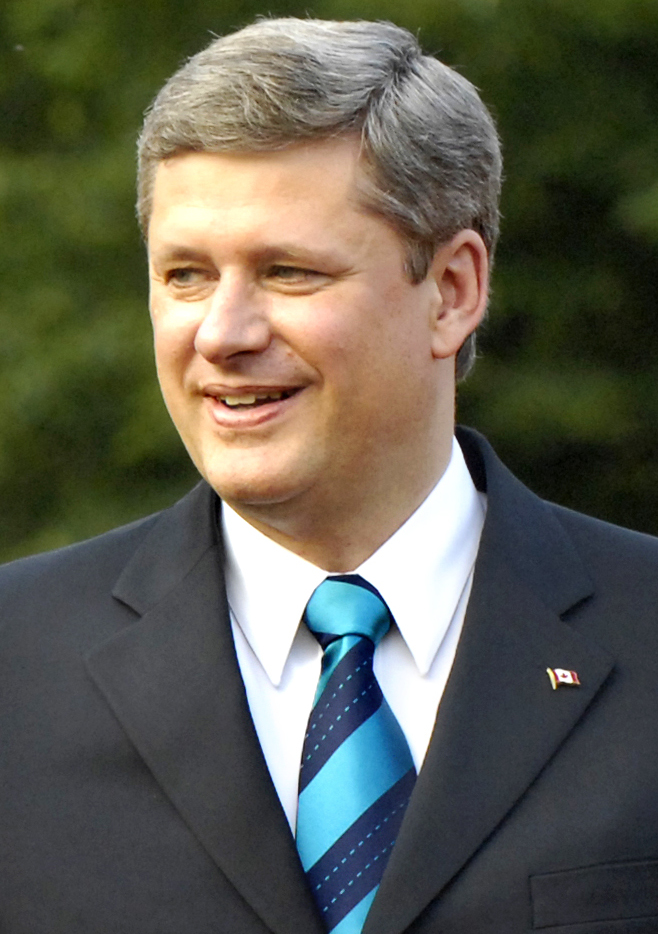
Stephen Harper est le premier ministre de la législature.

La 39e législature du Canada est élue à la Chambre des communes du Canada lors de la 39e élection fédérale canadienne le 23 janvier 2006. La session parlementaire débute le 3 avril 2006 et le député libéral Peter Milliken est réélu président de la Chambre, avant le discours du trône le jour suivant. Le gouvernement dépose son premier budget le 2 mai 2006.
Le gouvernement est dirigé par le Parti conservateur du Canada avec Stephen Harper au poste de premier ministre. Le Parti libéral du Canada forme l'opposition officielle. Le 23 janvier, le chef libéral Paul Martin annonce son intention de démissionner, sans indiquer de date exacte à part l'affirmation qu'il ne dirigerait pas le parti aux prochaines élections. Le 1er février, le caucus libéral élit Bill Graham comme chef parlementaire, signifiant qu'il est chef de l'opposition. Martin annonce en même temps qu'il démissionnerait officiellement lors du prochain congrès à la direction du Parti libéral, qui doit être tenu les 2 et 3 décembre ; l'exécutif du parti a l'intention de nommer Bill Graham chef intérimaire (ce qui veut dire qu'il mènerait le parti lors d'une campagne électorale dans l'éventualité de la chute soudaine du gouvernement Harper avant l'élection du nouveau chef). Le 6 février, David Emerson, élu sous la bannière libérale dans la circonscription de Vancouver Kingsway, traverse le parquet pour se joindre au cabinet de Harper en tant que ministre du Commerce international. Le 18 mars 2006, Martin démissionne en tant que chef libéral tout en retenant son siège de député, et Graham assume ce rôle en plus de son poste de chef de l'opposition.
Certains observateurs politiques ont avancé l'hypothèse selon laquelle Martin pourrait mener les libéraux dans une élection dans l'éventualité de la chute du gouvernement minoritaire dans les prochains mois. En 1979, les libéraux sous Pierre Trudeau avaient été défaits par les progressistes-conservateurs de Joe Clark, qui n'avaient réussi qu'à remporter un gouvernement minoritaire le 22 mai de cette année. Le gouvernement minoritaire de Clark fut défait en moins de sept mois sur une vote de confiance sur le budget, beaucoup plus tôt que ne l'avaient prédit la plupart des observateurs. Trudeau avait annoncé sa démission en tant que chef libéral le 21 novembre 1979 ; toutefois, après la chute du gouvernement le 13 décembre 1979, étant donné que le Parti libéral n'avait pas choisi de successeur, Trudeau change d'avis et dirige son parti lors de l'élection de 1980, remportant un gouvernement majoritaire. Toutefois, tandis que Trudeau avait annoncé sa démission, il n'avait pas nommé de leader intérimaire et ne s'était pas retiré de la direction quotidienne du parti, contrairement à Martin.
En date du 18 mars 2006, Martin a officiellement remis sa démission. Cette décision fut interprétée comme une geste pour faire taire les rumeurs voulant qu'il allait mener le Parti libéral aux prochaines élections.
En date du 30 août 2008, la composition de la Chambre est la suivante :
- Parti conservateur du Canada : 127 ;
- Parti libéral du Canada : 95 ;
- Bloc québécois : 48 ;
- Nouveau Parti démocratique : 30 ;
- Parti vert du Canada : 1
- indépendants : 3 (André Arthur, Bill Casey et Louise Thibault);
- vacants : 4.

## Première session
Le discours du Trône prononcé le 4 avril 2006 mentionne cinq priorités :
- assainir les mœurs gouvernementales en présentant et en faisant adopter la Loi fédérale sur l’imputabilité ;
- alléger les impôts de tous les Canadiens en réduisant la TPS ;
- restaurer un sentiment de sécurité dans nos villes et nos quartiers, en se montrant plus sévères et cohérents envers les gangs de rue, les trafiquants et les crimes commis avec des armes à feu ;
- verser aux parents une allocation annuelle de 1 200 $ pour chaque enfant de moins de six ans, et rendre possible la création de milliers de nouvelles places en garderie ;
- travailler de concert avec les provinces et les territoires pour établir une garantie sur les délais d’attente pour les patients.

Des promesses mentionnées pendant la campagne électorale ne sont pas abordées, comme un vote libre à la Chambre concernant le mariage des conjoints de même sexe. De même que des problèmes actuels (le bois d'œuvre, la délocalisation, etc).

## Principaux projets de loi
- C-2 : loi fédérale sur la responsabilité
- C-9 : projet de loi pour introduite des peines minimales pour les crimes impliquant les armes à feu
- C-13 : budget de 2006
- C-16 : projet de loi pour fixer la date des élections
- C-22 : projet de loi visant à rehausser l'âge de consentement de quatorze à seize ans
- S-4 : projet de loi pour limiter le mandat des sénateurs à une durée de huit ans
- Une motion pour que la Chambre reconnaisse que les Québécois forment une nation au sein du Canada

- Projets de loi du gouvernement émanant du Sénat[2]
- Projets de loi du gouvernement émanant de la Chambre des communes[3]

## Députés

### Légende
- Les caractères gras indiquent un membre du conseil des ministres (deux ministres, le sénateur Michael Fortier et la sénatrice Marjory LeBreton, ne siègent pas à la Chambre des communes).
- Les caractères en italique indiquent les chefs de parti.

|  | Conservateur   |
|  | Libéral        |
|  | Bloc québécois |
|  | NPD            |
|  | Indépendant    |

Voir aussi : Place des femmes dans la 39e législature du Canada

### Terre-Neuve-et-Labrador
|  | Nom            | Parti        | Circonscription                      |
|  | -------------- | ------------ | ------------------------------------ |
|  | Fabian Manning | Conservateur | Avalon                               |
|  | Scott Simms    | Libéral      | Bonavista—Gander—Grand Falls—Windsor |
|  | Gerry Byrne    | Libéral      | Humber—St. Barbe—Baie Verte          |
|  | Todd Russell   | Libéral      | Labrador                             |
|  | Bill Matthews  | Libéral      | Random—Burin—St. George's            |
|  | Norman Doyle   | Conservateur | St. John's-Est                       |
|  | Loyola Hearn   | Conservateur | St. John's-Sud—Mount Pearl           |

### Nouvelle-Écosse
|  | Nom             | Parti        | Circonscription                           |
|  | --------------- | ------------ | ----------------------------------------- |
|  | Rodger Cuzner   | Libéral      | Cape Breton—Canso                         |
|  | Bill Casey      | Indépendant  | Cumberland—Colchester—Musquodoboit Valley |
|  | Michael Savage  | Libéral      | Dartmouth—Cole Harbour                    |
|  | Alexa McDonough | NPD          | Halifax                                   |
|  | Geoff Regan     | Libéral      | Halifax-Ouest                             |
|  | Scott Brison    | Libéral      | Kings—Hants                               |
|  | Peter MacKay    | Conservateur | Nova-Centre                               |
|  | Robert Thibault | Libéral      | Nova-Ouest                                |
|  | Peter Stoffer   | NPD          | Sackville—Eastern Shore                   |
|  | Gerald Keddy    | Conservateur | South Shore—St. Margaret's                |
|  | Mark Eyking     | Libéral      | Sydney—Victoria                           |

### Île-du-Prince-Édouard
|  | Nom               | Parti   | Circonscription |
|  | ----------------- | ------- | --------------- |
|  | Lawrence MacAulay | Libéral | Cardigan        |
|  | Shawn Murphy      | Libéral | Charlottetown   |
|  | Joe McGuire       | Libéral | Egmont          |
|  | Wayne Easter      | Libéral | Malpeque        |

### Nouveau-Brunswick
|  | Nom                  | Parti         | Circonscription             |
|  | -------------------- | ------------- | --------------------------- |
|  | Yvon Godin           | Néo-démocrate | Acadie—Bathurst             |
|  | Dominic LeBlanc      | Libéral       | Beauséjour                  |
|  | Andy Scott           | Libéral       | Fredericton                 |
|  | Rob Moore            | Conservateur  | Fundy Royal                 |
|  | Jean-Claude D'Amours | Libéral       | Madawaska—Restigouche       |
|  | Charles Hubbard      | Libéral       | Miramichi                   |
|  | Brian Murphy         | Libéral       | Moncton—Riverview—Dieppe    |
|  | Greg Thompson        | Conservateur  | Nouveau-Brunswick-Sud-Ouest |
|  | Paul Zed             | Libéral       | Saint John                  |
|  | Michael Allen        | Conservateur  | Tobique—Mactaquac           |

### Québec
|  | Nom                   | Parti          | Circonscription                              |
|  | --------------------- | -------------- | -------------------------------------------- |
|  | Yvon Lévesque         | Bloc québécois | Abitibi—Baie-James—Nunavik—Eeyou             |
|  | Marc Lemay            | Bloc québécois | Abitibi—Témiscamingue                        |
|  | Maria Mourani         | Bloc québécois | Ahuntsic                                     |
|  | Robert Carrier        | Bloc québécois | Alfred-Pellan                                |
|  | Mario Laframboise     | Bloc québécois | Argenteuil—Papineau—Mirabel                  |
|  | Louis Plamondon       | Bloc québécois | Bas-Richelieu—Nicolet—Bécancour              |
|  | Maxime Bernier        | Conservateur   | Beauce                                       |
|  | Claude DeBellefeuille | Bloc québécois | Beauharnois—Salaberry                        |
|  | Sylvie Boucher        | Conservateur   | Beauport—Limoilou                            |
|  | Guy André             | Bloc québécois | Berthier—Maskinongé                          |
|  | Denis Coderre         | Libéral        | Bourassa                                     |
|  | Christian Ouellet     | Bloc québécois | Brome—Missisquoi                             |
|  | Marcel Lussier        | Bloc québécois | Brossard—La Prairie                          |
|  | Yves Lessard          | Bloc québécois | Chambly—Borduas                              |
|  | Daniel Petit          | Conservateur   | Charlesbourg—Haute-Saint-Charles             |
|  | Carole Freeman        | Bloc québécois | Châteauguay—Saint-Constant                   |
|  | Robert Bouchard       | Bloc québécois | Chicoutimi—Le Fjord                          |
|  | France Bonsant        | Bloc québécois | Compton—Stanstead                            |
|  | Pauline Picard        | Bloc québécois | Drummond                                     |
|  | Raynald Blais         | Bloc québécois | Gaspésie—Îles-de-la-Madeleine                |
|  | Richard Nadeau        | Bloc québécois | Gatineau                                     |
|  | Jean-Yves Roy         | Bloc québécois | Haute-Gaspésie—La Mitis—Matane—Matapédia     |
|  | Daniel Paillé         | Bloc québécois | Hochelaga                                    |
|  | Pablo Rodriguez       | Libéral        | Honoré-Mercier                               |
|  | Marcel Proulx         | Libéral        | Hull—Aylmer                                  |
|  | Thierry St-Cyr        | Bloc québécois | Jeanne-Le Ber                                |
|  | Pierre Paquette       | Bloc québécois | Joliette                                     |
|  | Jean-Pierre Blackburn | Conservateur   | Jonquière—Alma                               |
|  | Francine Lalonde      | Bloc québécois | La Pointe-de-l'Île                           |
|  | Francis Scarpaleggia  | Libéral        | Lac-Saint-Louis                              |
|  | Paul Martin           | Libéral        | LaSalle—Émard                                |
|  | Johanne Deschamps     | Bloc québécois | Laurentides—Labelle                          |
|  | Gilles Duceppe        | Bloc québécois | Laurier—Sainte-Marie                         |
|  | Nicole Demers         | Bloc québécois | Laval                                        |
|  | Raymonde Folco        | Libéral        | Laval—Les Îles                               |
|  | Steven Blaney         | Conservateur   | Lévis—Bellechasse                            |
|  | Caroline St-Hilaire   | Bloc québécois | Longueuil—Pierre-Boucher                     |
|  | Jacques Gourde        | Conservateur   | Lotbinière—Chutes-de-la-Chaudière            |
|  | Luc Harvey            | Conservateur   | Louis-Hébert                                 |
|  | Josée Verner          | Conservateur   | Louis-Saint-Laurent                          |
|  | Gérard Asselin        | Bloc québécois | Manicouagan                                  |
|  | Serge Ménard          | Bloc québécois | Marc-Aurèle-Fortin                           |
|  | Christian Paradis     | Conservateur   | Mégantic—L'Érable                            |
|  | Roger Gaudet          | Bloc québécois | Montcalm                                     |
|  | Paul Crête            | Bloc québécois | Montmagny—L'Islet—Kamouraska—Rivière-du-Loup |
|  | Michel Guimond        | Bloc québécois | Montmorency—Charlevoix—Haute-Côte-Nord       |
|  | Irwin Cotler          | Libéral        | Mont-Royal                                   |
|  | Marlene Jennings      | Libéral        | Notre-Dame-de-Grâce—Lachine                  |
|  | Thomas Mulcair        | NPD            | Outremont                                    |
|  | Vivian Barbot         | Bloc québécois | Papineau                                     |
|  | Bernard Patry         | Libéral        | Pierrefonds—Dollard                          |
|  | Lawrence Cannon       | Conservateur   | Pontiac                                      |
|  | André Arthur          | Indépendant    | Portneuf—Jacques-Cartier                     |
|  | Christiane Gagnon     | Bloc québécois | Québec                                       |
|  | Raymond Gravel 1      | Bloc québécois | Repentigny                                   |
|  | André Bellavance      | Bloc québécois | Richmond—Arthabaska                          |
|  | Louise Thibault       | Indépendante   | Rimouski-Neigette—Témiscouata—Les Basques    |
|  | Gilles A. Perron      | Bloc québécois | Rivière-des-Mille-Îles                       |
|  | Monique Guay          | Bloc québécois | Rivière-du-Nord                              |
|  | Denis Lebel           | Conservateur   | Roberval—Lac-Saint-Jean                      |
|  | Bernard Bigras        | Bloc québécois | Rosemont—La Petite-Patrie                    |
|  | Carole Lavallée       | Bloc québécois | Saint-Bruno—Saint-Hubert                     |
|  | Ève-Mary Thaï Thi Lac | Bloc québécois | Saint-Hyacinthe—Bagot                        |
|  | Claude Bachand        | Bloc québécois | Saint-Jean                                   |
|  | Maka Kotto            | Bloc québécois | Saint-Lambert                                |
|  | Stéphane Dion         | Libéral        | Saint-Laurent—Cartierville                   |
|  | Massimo Pacetti       | Libéral        | Saint-Léonard—Saint-Michel                   |
|  | Jean-Yves Laforest    | Bloc québécois | Saint-Maurice—Champlain                      |
|  | Robert Vincent        | Bloc québécois | Shefford                                     |
|  | Serge Cardin          | Bloc québécois | Sherbrooke                                   |
|  | Diane Bourgeois       | Bloc québécois | Terrebonne—Blainville                        |
|  | Paule Brunelle        | Bloc québécois | Trois-Rivières                               |
|  | Meili Faille          | Bloc québécois | Vaudreuil-Soulanges                          |
|  | Luc Malo              | Bloc québécois | Verchères—Les Patriotes                      |
|  | Lucienne Robillard    | Libéral        | Westmount—Ville-Marie                        |

1. Élu lors d'une élection partielle le 27 novembre 2006 ; il succède à Benoît Sauvageau, décédé le 28 août 2006.

### Ontario
|  | Nom                  | Part         | Circonscription                       |
|  | -------------------- | ------------ | ------------------------------------- |
|  | Mark Holland         | Libéral      | Ajax—Pickering                        |
|  | Brent St. Denis      | Libéral      | Algoma—Manitoulin—Kapuskasing         |
|  | David Sweet          | Conservateur | Ancaster—Dundas—Flamborough—Westdale  |
|  | Patrick Brown        | Conservateur | Barrie                                |
|  | Maria Minna          | Libéral      | Beaches—East York                     |
|  | Gurbax Malhi         | Libéral      | Bramalea—Gore—Malton                  |
|  | Colleen Beaumier     | Libéral      | Brampton-Ouest                        |
|  | Ruby Dhalla          | Libéral      | Brampton—Springdale                   |
|  | Lloyd St. Amand      | Libéral      | Brant                                 |
|  | Larry Miller         | Conservateur | Bruce—Grey—Owen Sound                 |
|  | Mike Wallace         | Conservateur | Burlington                            |
|  | Gary Goodyear        | Conservateur | Cambridge                             |
|  | Gordon O'Connor      | Conservateur | Carleton—Mississippi Mills            |
|  | Dave Van Kesteren    | Conservateur | Chatham-Kent—Essex                    |
|  | Mario Silva          | Libéral      | Davenport                             |
|  | Yasmin Ratansi       | Libéral      | Don Valley-Est                        |
|  | John Godfrey         | Libéral      | Don Valley-Ouest                      |
|  | David Tilson         | Conservateur | Dufferin—Caledon                      |
|  | Bev Oda              | Conservateur | Durham                                |
|  | Joe Volpe            | Libéral      | Eglinton—Lawrence                     |
|  | Joe Preston          | Conservateur | Elgin—Middlesex—London                |
|  | Jeff Watson          | Conservateur | Essex                                 |
|  | Borys Wrzesnewskyj   | Libéral      | Etobicoke-Centre                      |
|  | Michael Ignatieff    | Libéral      | Etobicoke—Lakeshore                   |
|  | Roy Cullen           | Libéral      | Etobicoke-Nord                        |
|  | Pierre Lemieux       | Conservateur | Glengarry—Prescott—Russell            |
|  | Brenda Chamberlain   | Libéral      | Guelph                                |
|  | Diane Finley         | Conservateur | Haldimand—Norfolk                     |
|  | Barry Devolin        | Conservateur | Haliburton—Kawartha Lakes—Brock       |
|  | Garth Turner         | Libéral2     | Halton                                |
|  | David Christopherson | NPD          | Hamilton-Centre                       |
|  | Wayne Marston        | NPD          | Hamilton-Est—Stoney Creek             |
|  | Chris Charlton       | NPD          | Hamilton Mountain                     |
|  | Paul Steckle         | Libéral      | Huron—Bruce                           |
|  | Roger Valley         | Libéral      | Kenora                                |
|  | Peter Milliken       | Libéral      | Kingston et les Îles                  |
|  | Karen Redman         | Libéral      | Kitchener-Centre                      |
|  | Harold Albrecht      | Conservateur | Kitchener—Conestoga                   |
|  | Andrew Telegdi       | Libéral      | Kitchener—Waterloo                    |
|  | Bev Shipley          | Conservateur | Lambton—Kent—Middlesex                |
|  | Scott Reid           | Conservateur | Lanark—Frontenac—Lennox and Addington |
|  | Gord Brown           | Conservateur | Leeds—Grenville                       |
|  | Glen Pearson³        | Libéral      | London-Centre-Nord                    |
|  | Irene Mathyssen      | NPD          | London—Fanshawe                       |
|  | Sue Barnes           | Libéral      | London-Ouest                          |
|  | John McCallum        | Libéral      | Markham—Unionville                    |
|  | Navdeep Bains        | Libéral      | Mississauga—Brampton-Sud              |
|  | Omar Alghabra        | Libéral      | Mississauga—Erindale                  |
|  | Albina Guarnieri     | Libéral      | Mississauga-Est—Cooksville            |
|  | Wajid Khan           | Conservateur | Mississauga—Streetsville              |
|  | Paul Szabo           | Libéral      | Mississauga-Sud                       |
|  | Pierre Poilievre     | Conservateur | Nepean—Carleton                       |
|  | Belinda Stronach     | Libéral      | Newmarket—Aurora                      |
|  | Rob Nicholson        | Conservateur | Niagara Falls                         |
|  | Dean Allison         | Conservateur | Niagara-Ouest—Glanbrook               |
|  | Ray Bonin            | Libéral      | Nickel Belt                           |
|  | Anthony Rota         | Libéral      | Nipissing—Timiskaming                 |
|  | Rick Norlock         | Conservateur | Northumberland—Quinte West            |
|  | Lui Temelkovski      | Libéral      | Oak Ridges—Markham                    |
|  | Bonnie Brown         | Libéral      | Oakville                              |
|  | Colin Carrie         | Conservateur | Oshawa                                |
|  | Paul Dewar           | NPD          | Ottawa-Centre                         |
|  | Royal Galipeau       | Conservateur | Ottawa—Orléans                        |
|  | John Baird           | Conservateur | Ottawa-Ouest—Nepean                   |
|  | David McGuinty       | Libéral      | Ottawa-Sud                            |
|  | Mauril Bélanger      | Libéral      | Ottawa—Vanier                         |
|  | Dave MacKenzie       | Conservateur | Oxford                                |
|  | Peggy Nash           | NPD          | Parkdale—High Park                    |
|  | Tony Clement         | Conservateur | Parry Sound—Muskoka                   |
|  | Gary Schellenberger  | Conservateur | Perth—Wellington                      |
|  | Dean Del Mastro      | Conservateur | Peterborough                          |
|  | Dan McTeague         | Libéral      | Pickering—Scarborough-Est             |
|  | Daryl Kramp          | Conservateur | Prince Edward—Hastings                |
|  | Cheryl Gallant       | Conservateur | Renfrew—Nipissing—Pembroke            |
|  | Bryon Wilfert        | Libéral      | Richmond Hill                         |
|  | Pat Davidson         | Conservateur | Sarnia—Lambton                        |
|  | Tony Martin          | NPD          | Sault. Ste. Marie                     |
|  | Jim Karygiannis      | Libéral      | Scarborough—Agincourt                 |
|  | John Cannis          | Libéral      | Scarborough-Centre                    |
|  | John McKay           | Libéral      | Scarborough—Guildwood                 |
|  | Derek Lee            | Libéral      | Scarborough—Rouge River               |
|  | Tom Wappel           | Libéral      | Scarborough-Sud-Ouest                 |
|  | Helena Guergis       | Conservateur | Simcoe—Grey                           |
|  | Bruce Stanton        | Conservateur | Simcoe-Nord                           |
|  | Rick Dykstra         | Conservateur | St. Catharines                        |
|  | Carolyn Bennett      | Libéral      | St. Paul's                            |
|  | Guy Lauzon           | Conservateur | Stormont—Dundas—South Glengarry       |
|  | Diane Marleau        | Libéral      | Sudbury                               |
|  | Susan Kadis          | Libéral      | Thornhill                             |
|  | Ken Boshcoff         | Libéral      | Thunder Bay—Rainy River               |
|  | Joe Comuzzi          | Conservateur | Thunder Bay—Superior-Nord             |
|  | Charlie Angus        | NPD          | Timmins—Baie James                    |
|  | Vacant               |              | Toronto-Centre                        |
|  | Jack Layton          | NPD          | Toronto—Danforth                      |
|  | Olivia Chow          | NPD          | Trinity—Spadina                       |
|  | Maurizio Bevilacqua  | Libéral      | Vaughan                               |
|  | John Maloney         | Libéral      | Welland                               |
|  | Michael Chong4       | Conservateur | Wellington—Halton Hills               |
|  | Jim Flaherty         | Conservateur | Whitby—Oshawa                         |
|  | Jim Peterson         | Libéral      | Willowdale                            |
|  | Brian Masse          | NPD          | Windsor-Ouest                         |
|  | Joe Comartin         | NPD          | Windsor—Tecumseh                      |
|  | Ken Dryden           | Libéral      | York-Centre                           |
|  | Judy Sgro            | Libéral      | York-Ouest                            |
|  | Peter Van Loan4      | Conservateur | York—Simcoe                           |
|  | Alan Tonks           | Libéral      | York-Sud—Weston                       |

2. Garth Turner du Parti conservateur du Canada a été expulsé du caucus conservateur le 18 octobre 2006. Il a siégé comme indépendant jusqu'au 6 février 2007, où il a rejoint le Parti libéral du Canada.
3. Élu lors d'une élection partielle le 27 novembre 2006 ; il succède à Joe Fontana, qui a démissionné le 20 septembre 2006.
4. Michael Chong a été ministre des Affaires intergouvernementales et du Sport amateur du 6 février au 27 novembre, date à laquelle il démissionne du cabinet. Il est remplacé le même jour par Peter Van Loan.

### Manitoba
|  | Nom                 | Parti        | Circonscription                  |
|  | ------------------- | ------------ | -------------------------------- |
|  | Merv Tweed          | Conservateur | Brandon—Souris                   |
|  | Steven Fletcher     | Conservateur | Charleswood—St. James—Assiniboia |
|  | Tina Keeper         | Libéral      | Churchill                        |
|  | Inky Mark           | Conservateur | Dauphin—Swan River—Marquette     |
|  | Bill Blaikie        | NPD          | Elmwood—Transcona                |
|  | Joy Smith           | Conservateur | Kildonan—St. Paul                |
|  | Brian Pallister     | Conservateur | Portage—Lisgar                   |
|  | Vic Toews           | Conservateur | Provencher                       |
|  | Raymond Simard      | Libéral      | Saint-Boniface                   |
|  | James Bezan         | Conservateur | Selkirk—Interlake                |
|  | Pat Martin          | NPD          | Winnipeg-Centre                  |
|  | Anita Neville       | Libéral      | Winnipeg-Centre-Sud              |
|  | Judy Wasylycia-Leis | NPD          | Winnipeg-Nord                    |
|  | Rod Bruinooge       | Conservateur | Winnipeg-Sud                     |

### Saskatchewan
|  | Nom               | Parti        | Circonscription                       |
|  | ----------------- | ------------ | ------------------------------------- |
|  | Gerry Ritz        | Conservateur | Battlefords—Lloydminster              |
|  | Lynne Yelich      | Conservateur | Blackstrap                            |
|  | David L. Anderson | Conservateur | Cypress Hills—Grasslands              |
|  | Gary Merasty      | Libéral      | Desnethé—Missinippi—Rivière Churchill |
|  | Dave Batters      | Conservateur | Palliser                              |
|  | Brian Fitzpatrick | Conservateur | Prince Albert                         |
|  | Tom Lukiwski      | Conservateur | Regina—Lumsden—Lake Centre            |
|  | Andrew Scheer     | Conservateur | Regina—Qu'Appelle                     |
|  | Bradley Trost     | Conservateur | Saskatoon—Humboldt                    |
|  | Carol Skelton     | Conservateur | Saskatoon—Rosetown—Biggar             |
|  | Maurice Vellacott | Conservateur | Saskatoon—Wanuskewin                  |
|  | Ed Komarnicki     | Conservateur | Souris—Moose Mountain                 |
|  | Ralph Goodale     | Libéral      | Wascana                               |
|  | Garry Breitkreuz  | Conservateur | Yorkton—Melville                      |

### Alberta
|  | Nom             | Parti        | Circonscription              |
|  | --------------- | ------------ | ---------------------------- |
|  | Lee Richardson  | Conservateur | Calgary-Centre               |
|  | Jim Prentice    | Conservateur | Calgary-Centre-Nord          |
|  | Deepak Obhrai   | Conservateur | Calgary-Est                  |
|  | Art Hanger      | Conservateur | Calgary-Nord-Est             |
|  | Diane Ablonczy  | Conservateur | Calgary—Nose Hill            |
|  | Rob Anders      | Conservateur | Calgary-Ouest                |
|  | Jason Kenney    | Conservateur | Calgary-Sud-Est              |
|  | Stephen Harper  | Conservateur | Calgary-Sud-Ouest            |
|  | Kevin Sorenson  | Conservateur | Crowfoot                     |
|  | Laurie Hawn     | Conservateur | Edmonton-Centre              |
|  | Peter Goldring  | Conservateur | Edmonton-Est                 |
|  | James Rajotte   | Conservateur | Edmonton—Leduc               |
|  | Mike Lake       | Conservateur | Edmonton—Mill Woods—Beaumont |
|  | Ken Epp         | Conservateur | Edmonton—Sherwood Park       |
|  | Rona Ambrose    | Conservateur | Edmonton—Spruce Grove        |
|  | John Williams   | Conservateur | Edmonton—St. Albert          |
|  | Rahim Jaffer    | Conservateur | Edmonton—Strathcona          |
|  | Brian Jean      | Conservateur | Fort McMurray—Athabasca      |
|  | Rick Casson     | Conservateur | Lethbridge                   |
|  | Ted Menzies     | Conservateur | Macleod                      |
|  | Monte Solberg   | Conservateur | Medicine Hat                 |
|  | Chris Warkentin | Conservateur | Peace River                  |
|  | Bob Mills       | Conservateur | Red Deer                     |
|  | Leon Benoit     | Conservateur | Vegreville—Wainwright        |
|  | Brian Storseth  | Conservateur | Westlock—St. Paul            |
|  | Blaine Calkins  | Conservateur | Wetaskiwin                   |
|  | Myron Thompson  | Conservateur | Wild Rose                    |
|  | Rob Merrifield  | Conservateur | Yellowhead                   |

### Colombie-Britannique
|  | Nom             | Parti         | Circonscription                                  |
|  | --------------- | ------------- | ------------------------------------------------ |
|  | Ed Fast         | Conservateur  | Abbotsford                                       |
|  | Bill Siksay     | NPD           | Burnaby—Douglas                                  |
|  | Peter Julian    | NPD           | Burnaby—New Westminster                          |
|  | Richard Harris  | Conservateur  | Cariboo—Prince George                            |
|  | Chuck Strahl    | Conservateur  | Chilliwack—Fraser Canyon                         |
|  | Alex Atamanenko | NPD           | Colombie-Britannique-Southern Interior           |
|  | John Cummins    | Conservateur  | Delta—Richmond-Est                               |
|  | Keith Martin    | Libéral       | Esquimalt—Juan de Fuca                           |
|  | Nina Grewal     | Conservateur  | Fleetwood—Port Kells                             |
|  | Catherine Bell  | NPD           | Île de Vancouver-Nord                            |
|  | Betty Hinton    | Conservateur  | Kamloops—Thompson—Cariboo                        |
|  | Ron Cannan      | Conservateur  | Kelowna—Lake Country                             |
|  | Jim Abbott      | Conservateur  | Kootenay—Columbia                                |
|  | Mark Warawa     | Conservateur  | Langley                                          |
|  | James Lunney    | Conservateur  | Nanaimo—Alberni                                  |
|  | Jean Crowder    | NPD           | Nanaimo—Cowichan                                 |
|  | Dawn Black      | NPD           | New Westminster—Coquitlam                        |
|  | Sukh Dhaliwal   | Libéral       | Newton—Delta-Nord                                |
|  | Don Bell        | Libéral       | North Vancouver                                  |
|  | Stockwell Day   | Conservateur  | Okanagan—Coquihalla                              |
|  | Colin Mayes     | Conservateur  | Okanagan—Shuswap                                 |
|  | Randy Kamp      | Conservateur  | Pitt Meadows—Maple Ridge—Mission                 |
|  | James Moore     | Conservateur  | Port Moody—Westwood—Port Coquitlam               |
|  | Jay Hill        | Conservateur  | Prince George—Peace River                        |
|  | Raymond Chan    | Libéral       | Richmond                                         |
|  | Gary Lunn       | Conservateur  | Saanich—Gulf Islands                             |
|  | Nathan Cullen   | NPD           | Skeena—Bulkley Valley                            |
|  | Penny Priddy    | NPD           | Surrey-Nord                                      |
|  | Russ Hiebert    | Conservateur  | Surrey-Sud—White Rock—Cloverdale                 |
|  | Hedy Fry        | Libéral       | Vancouver-Centre                                 |
|  | Libby Davies    | NPD           | Vancouver-Est                                    |
|  | David Emerson   | Conservateur* | Vancouver Kingsway                               |
|  | Vacant          |               | Vancouver Quadra                                 |
|  | Ujjal Dosanjh   | Libéral       | Vancouver-Sud                                    |
|  | Denise Savoie   | NPD           | Victoria                                         |
|  | Blair Wilson    | Vert**        | West Vancouver—Sunshine Coast—Sea to Sky Country |

* Élu en tant que libéral.
** Élu en tant que libéral.

### Territoires
|  | Nom                   | Parti   | Circonscription |
|  | --------------------- | ------- | --------------- |
|  | Nancy Karetak-Lindell | Libéral | Nunavut         |
|  | Dennis Bevington      | NPD     | Western Arctic  |
|  | Larry Bagnell         | Libéral | Yukon           |

### Changements de parti
|  | Nom           | Parti (actuel)           | Parti (lorsqu'élu) | Détails |
|  | ------------- | ------------------------ | ------------------ | --- |
|  | David Emerson | Conservateur             | Libéral            | Change de parti le 6 février 2006 pour être assermenté à titre de ministre du Commerce international conservateur.           |
|  | Garth Turner  | Indépendant puis Libéral | Conservateur       | Expulsé du caucus conservateur le 18 octobre 2006.                                                                           |
|  | Wajid Khan    | Conservateur             | Libéral            | Change de parti le 5 janvier 2007.                                                                                           |
|  | Blair Wilson  | Indépendant puis Libéral | Vert               | Expulsé du caucus libéral le 29 octobre 2007. Devient indépendant le 28 janvier 2008. Rejoint le Parti vert le 30 août 2008. |

### Anciens députés de la39elégislature
Anciens députés à la Chambre des communes élus à la 39e législature
|  | Nom              | Parti          | Circonscription    | Cause du départ                                                           | Successeur                      |
|  | ---------------- | -------------- | ------------------ | ------------------------------------------------------------------------- | ------------------------------- |
|  | Benoît Sauvageau | Bloc québécois | Repentigny         | Décédé le 28 août 2006 dans un accident de la route                       | Raymond Gravel (Bloc québécois) |
|  | Joe Fontana      | Libéral        | London-Centre-Nord | Démissionne le 20 septembre 2006 pour être candidat à la mairie de London | Glen Pearson (Libéral)          |

## Officiers

### Présidents
- Peter Milliken (PLC, Ontario) a été réélu Président de la Chambre des communes du Canada le 3 avril 2006. Il a défait Diane Marleau (PLC, Ontario) et Marcel Proulx (PLC, Québec) au premier tour, devenant seulement le troisième Président d'un parti de l'opposition dans l'histoire politique canadienne.

- Vice-président et Président des comités pléniers : Bill Blaikie (NPD, Manitoba)

- Vice-président des comités pléniers : Royal Galipeau (PCC, Ontario)
- Vice-président-adjoint des comités pléniers : Andrew Scheer (PCC, Saskatchewan)

### Chefs
- Premier ministre du Canada : Stephen Harper (PCC)
- Chef de l'Opposition : Bill Graham, puis Stéphane Dion (PLC)
- Chef du Bloc québécois : Gilles Duceppe
- Chef du NPD : Jack Layton

## Chronologie
- 6 février 2006 : assermentation du conseil des ministres. Le député libéral David Emerson fait défection pour rejoindre le nouveau gouvernement conservateur. Cette défection modifie la composition de la Chambre des communes à 125 conservateurs, 102 libéraux, 51 bloquistes, 29 néo-démocrates et 1 indépendant. Ce changement est important parce qu'il permet désormais aux conservateurs de former une majorité avec l'appui de n'importe quel des trois partis d'opposition.
- 19 février 2006 : le leader en chambre du Bloc québécois, Michel Gauthier, annonce que son parti votera pour garder le gouvernement au pouvoir pour un bon moment. L'appui du Bloc assure la survie du gouvernement.
- 3 avril 2006 : Peter Milliken est réélu Président de la Chambre des communes du Canada, devenant seulement le troisième député d'opposition à servir à ce poste. Le Président ne vote qu'en cas d'égalité et doit voter en faveur du statu quo. L'élection d'un Président libéral donne en fait un avantage aux conservateurs en enlevant un vote au Parti libéral.
- 28 août 2006 : le député bloquiste Benoît Sauvageau (Repentigny) meurt dans un accident de voiture.
- 20 septembre 2006 : le député libéral Joe Fontana (London-Centre-Nord) démissionne pour être candidat à la mairie de London (Ontario)
- 18 octobre 2006 : le député conservateur Garth Turner (Halton) est suspendu du caucus conservateur. Il siège à titre d'indépendant.
- 21 novembre 2006 : Le sénateur Michael Fortier, ministre des Travaux publics, annonce qu'il briguera un siège à la Chambre des communes dans la 40e élection générale dans la circonscription de Vaudreuil-Soulanges.
- 27 novembre 2006 : élections partielles dans London-Centre-Nord et Repentigny. Le Parti libéral et le Bloc québécois, respectivement, conservent ces deux sièges. Le Parti vert surprend en se plaçant deuxième dans London-Centre-Nord.
- 2 décembre 2006 : Stéphane Dion est élu chef du Parti libéral lors du congrès d'investiture du parti. Les candidats défaits à la direction Bob Rae, Michael Ignatieff et Gerard Kennedy annoncent tous trois qu'ils seront candidats à la Chambre des communes lors de l'élection générale[4].
- 14 décembre 2006 : le Bloc québécois annonce son intention de déposer une motion de blâme à l'encontre du gouvernement le 15 février 2007 si la mission canadienne en Afghanistan n'est pas restructurée à leur goût. Si la motion est déposée, l'élection pourrait avoir lieu en mars 2007[5].
- 18 décembre 2006 : Stéphane Dion annonce lors d'un discours à Québec qu'il n'appuiera pas une motion de blâme du Bloc québécois à l'encontre du gouvernement sur la question de la mission afghane ; le Bloc déclare maintenant ne pas vouloir faire tomber le gouvernement avant le dépôt du budget, réduisant donc la possibilité du déclenchement d'élections en février[6],[7]
- 15 février 2007 : le Globe and Mail rapporte que les conservateurs se préparent à un possible déclenchement d'élections à la fin mars dans l'éventualité du rejet de leur budget, qui doit être déposé le 20 mars. Le même quotidien rapporte que les libéraux s'attendent à un scrutin le 28 mai[8].

## Place des femmes dans la39elégislaturedu Canada
Soixante-quatre des 308 sièges dans la 39e législature du Canada sont détenus par des femmes, soit 20,8 %. Le Canada est alors le 45e pays au monde dans la représentation des femmes à la chambre basse du parlement national.
Quinze des 64 députées (23,4 %) ont été élues pour la première fois lors de la dernière élection. Les doyennes de la Chambre sont les libérales Albina Guarnieri et Diane Marleau, toutes les deux élues pour la première fois lors de l'élection de 1988. La néo-démocrate Dawn Black a également été élue pour la première fois en 1988, et défaite lors de l'élection de 1993. Elle a regagné son siège lors de la dernière élection.
Les députées qui siègent actuellement constituent le tiers de toutes les 190 femmes ayant jamais siégé à la Chambre des communes du Canada.Le pourcentage de femmes est demeuré à peu près constant depuis 1993.

### Par province
On note immédiatement une carence quasi-absolue de députées dans les quatre provinces atlantiques (1 femme sur 34 sièges, ou 2,9 %), tandis que les meilleurs pourcentages parmi les provinces se trouvent au Québec (presque 30 %), au Manitoba et en Colombie-Britannique.
| Province                | Nombre de députées | Nombre de sièges | Pourcentage de femmes |
| ----------------------- | ------------------ | ---------------- | --------------------- |
| Terre-Neuve-et-Labrador | 0                  | 7                | 0 %                   |
| Nouvelle-Écosse         | 1                  | 11               | 9,1 %                 |
| Île-du-Prince-Édouard   | 0                  | 4                | 0 %                   |
| Nouveau-Brunswick       | 0                  | 10               | 0 %                   |
| Québec                  | 22                 | 75               | 29,3 %                |
| Ontario                 | 23                 | 106              | 21,7 %                |
| Manitoba                | 4                  | 14               | 28,6 %                |
| Saskatchewan            | 2                  | 14               | 14,3 %                |
| Alberta                 | 2                  | 28               | 7,1 %                 |
| Colombie-Britannique    | 9                  | 36               | 25,0 %                |
| Territoires             | 1                  | 3                | 33,3 %                |
| Totaux                  | 64                 | 308              | 20,8 %                |

### Par parti
23,3 % de tous les candidats et 24,8 % des candidats des quatre partis ayant gagné une représentation au Parlement étaient des femmes. 
Le NPD a nommé la plus grande proportion de femmes ; plus du tiers des candidats néo-démocrates étaient des femmes, et presque le tiers de toutes les candidates à l'élection étaient des néo-démocrates. De plus, les néo-démocrates ont eu une plus grande proportion de députées élues que de candidates, indiquant que le NPD a mis des femmes dans des comtés avec de fortes possibilités de gagner. Avec plus de 40 % de femmes, il s'agit du caucus avec la plus importante proportion de femmes ayant jamais eu le statut de parti officiel à la Chambre. 18,8 % des députées sont des néo-démocrates pendant que le NPD ne détient que 9,4 % des sièges.
Toutefois, c'étaient les femmes bloquistes qui avaient la plus grande chance d'être élues ; presque trois quarts des candidates bloquistes ont été élues, puisque le Bloc ne se présente qu'au Québec, les 50 députés et députées bloquistes représentent une chance globale de 66,6 % qu'un candidat bloquiste avait d'être élu.
26,6 % des députées sont bloquistes bien que le Bloc ne détienne que 16,2 % des sièges.
Pour ce qui est du parti gagnant, seulement 12 % des candidats et 11 % des députés conservateurs élus étaient des femmes; 21,5 % des députées sont des conservatrices dans une chambre dominée à 40,6 % par ce parti.
|  | Parti          | Nombre de candidates | Nombre de candidats et candidates | Pourcentage de femmes | Pourcentage de femmes élues | Nombre actuel de députées | Nombre actuel de députés et députées | Pourcentage de femmes |
|  | -------------- | -------------------- | --------------------------------- | --------------------- | --------------------------- | ------------------------- | ------------------------------------ | --------------------- |
|  | Conservateur   | 38                   | 308                               | 12,3 %                | 36,8 %                      | 14                        | 125                                  | 11,2 %                |
|  | Libéral        | 79                   | 308                               | 25,6 %                | 26,6 %                      | 21                        | 101                                  | 20,8 %                |
|  | Bloc québécois | 23                   | 75                                | 30,7 %                | 73,91 %                     | 17                        | 51                                   | 33,3 %                |
|  | NPD            | 108                  | 308                               | 35,1 %                | 11,1 %                      | 12                        | 29                                   | 41,4 %                |
|  | Vert           | 72                   | 308                               | 23,4 %                | 0 %                         | 0                         | 0                                    | —                     |
|  | Autres partis  | 60                   | 327                               | 18,3 %                | 0 %                         | 0                         | 2                                    | 0 %                   |
|  | Totaux         | 380                  | 1 634                             | 23,3 %                | 16,8 %                      | 64                        | 308                                  | 20,9 %                |